# Капелини (Кјети)
Капелини (итал. Cappellini) је насеље у Италији у округу Кјети, региону Абруцо.
Према процени из 2011. у насељу је живело 22 становника. Насеље се налази на надморској висини од 124 м.